# 박승호 (1957년)
박승호(朴承浩, 1957년 8월 5일 ~ )는 대한민국의 정치인이다. 관선 경상북도 봉화군 군수(제37대), 재선 경상북도 포항시 시장(제37·38대) 등을 지냈다.

## 학력
- 달전초등학교 졸업
- 동지중학교 졸업
- 포항고등학교 졸업
- 대한유도학교 전문학사
- 용인대학교 유도학과 학사
- 연세대학교 행정대학원 도시행정학과 행정학 석사
- 연세대학교 교육대학원 교육학 석사
- 한국체육대학교 대학원 이학박사

### 명예 박사 학위
- 중국 사회과학원 명예법학 박사
- 용인대학교 명예경제학 박사

## 약력
- 서울 올림픽조직위원회 1기 공채(1983년)
- 서울 올림픽조직위원장 비서관(1984년)
- 민주정의당 총재 비서관(1985년)
- 민주정의당 당무위원(1985년 ~ 1986년)
- 대통령 비서실 예하 민정수석비서관 집무실 행정관(1987년 ~ 1988년)
- 경상북도 봉화군수(1994년 1월 ~ 1994년 12월)
- 내무부 지방행정연구원 조사과장(1995년)
- 내무부 비상계획담당관
- 내무부 민방위국 편성운영과장
- 행정자치부 부이사관(1998년)
- 한국지방자치단체국제화재단 부이사관(1999년)
- 경상북도 보건환경산림국장(2002년 ~ 2005년)
- 경상북도공무원교육원장(2005년)
- 한나라당 경북도당 부위원장(2005년)
- 포항국제화포럼공동대표(2005년)
- 2006년 7월 ~ 2014년 3월 : 제37~38대 경북 포항시장(2선, 한나라당→새누리당)
- 새누리당 당무위원
- 2017년 3월 ~ 2017년 11월 : 바른정당 경북 포항시북구 당협위원장
- 바른정당 당무위원
- 자유한국당 상임고문 겸 당무위원
- 2019년 6월 : 보수의 새길 ABC 감사
- 2021년 12월 ~ : 국민의힘 복당

## 기타 이력
- 용인대학교 국제학부 객원교수 (2001년~)
- 포항시 학교운영위원장협의회장 (역임)
- 동지여자중학교 학교운영위원장 (역임)
- 경북도 인라인스케이팅연합회장 (역임)
- 재중국 한인회 자문위원
- 숲해설가협회 고문
- 미국 아칸소주 명예대사
- 미국 리틀락시 명예시민
- 중국 박주시, 동천시 명예시민

## 역대 선거 결과
|  | 60.95% |

|  | 74.67% |

|  | 38.84% |

|  | 8.23% |

## 참고 자료
- 박승호 홈페이지